# Svetlana Allilueva
Svetlana Allilueva (în limba georgiană: სვეტლანა ალილუევა, în limba rusă Светлана Иосифовна Аллилуева), (n. 28 februarie 1926 – d. 22 noiembrie 2011), cunoscută și ca Svetlana Iosifovna Stalina (limba rusă: Светлана Иосифовна Сталина), a fost o scriitoare, al treilea copil și singura fiică a lui Stalin. Allilueva a cauzat un scandal internațional în 1967 prin refugierea sa în SUA.

## Biografie

### Viață timpurie
La fel ca mulți dintre copiii demnitarilor sovietici de rang, Svetlana a fost crescută de o doică și își vedea părinții rar. Mama ei, Nadejda Allilueva, evreică, a doua soție a lui Stalin), a murit la 9 noiembrie 1932, când Svetlana avea șase ani. Oficial, Nadejda a murit de peritonită, cauza adevărată – suicid cu revolverul lui Stalin ori chiar asasinare – nu a fost stabilită niciodată cu certitudine.
La vârsta de 16 ani, Svetlana s-a îndrăgostit de producătorul de film Alexei Kapler (cu 24 de ani mai în vârstă și de origine evreiască). Stalin s-a opus vehement idilei. Kapler a fost deportat la Vorkuta, un oraș minier din apropierea cercului polar, în bazinul carbonifer Peciora (republica Komi). El nu a fost însă internat în lagărul de muncă forțată de la Vorkuta și nu a murit în această localitate, cum se crezuse în epocă. După moartea lui Stalin, s-a reîntors în Moscova, unde a trăit până în 1979.
La vârsta de 17 ani, Svetlana s-a îndrăgostit de un coleg student la Universitatea din Moscova, Grigori Morozov, care era, de asemenea evreu. Stalin a acceptat în cele din urmă căsătoria, dar nu s-a întâlnit niciodată cu ginerele său. După nașterea unui fiu în 1945, Iosif, cuplul s-a despărțit, sentința de divorț fiind pronunțată în 1947.
Al doilea soț al Svetlanei a fost un apropiat al lui Stalin, Iuri Jdanov, fiul mânii drepte a dictatorului, Andrei Jdanov. Căsătoria a avut loc în 1949. Un an mai târziu, după nașterea fiicei lor, Ecaterina, cei doi au divorțat.

### După moartea lui Stalin
După moartea lui Stalin în 1953, Svetlana a adoptat numele de fată al mamei sale și a lucrat în Moscova ca profesoară și traducătoare. În 1963 l-a întâlnit pe Brajesh Singh, un comunist indian în vizită în capitala sovietică. Brajesh a revenit la Moscova în 1965 pentru a activa ca traducător. Celor doi nu li s-a permis căsătoria. Brajesh a murit în 1966, iar Svetlana a primit permisiunea să plece în India, pentru a-i duce familiei urna, ca cenușa să fie aruncată în fluviul Gange. Allilueva a stat în India timp de două luni, fiind impresionată de diverse aspecte culturale ale țării.

### Emigrarea în Statele Unite ale Americii
La 6 martie 1967, după ce trecuse pe la ambasada sovietică din New Delhi, Allilueva s-a dus la ambasada americană, unde a depus o cerere oficială de azil politic, cerere adresată ambasadorului Chester Bowles. Cererea i-a fost aprobată. Pentru a feri India de reacții sovietice neplăcute, Svetlana a fost scoasă imediat din țară și trimisă în Elveția, de unde, după șase săptămâni, a plecat în Statele Unite.
La sosirea în America (în aprilie 1967), Svetlana Allilueva a denunțat, într-o conferință de presă, atât regimul tatălui său, cât și cel al noilor lideri sovietici. Intenția ei de a publica lucrarea autobiografică Twenty Letters To A Friend (Douăzeci de scrisori către un prieten) în 1967, totodată anul celei de-a 50-a aniversări a "Marii revoluții socialiste din Octombrie", a stârnit opoziția în Uniunea Sovietică, guvernul sovietic amenințând cu publicarea unei versiuni neautorizate. Conflictul diplomatic a fost aplanat prin amânarea publicării în Occident.
În 1970, Allilueva a acceptat invitația văduvei lui Frank Lloyd Wright, Olgivanna Wright, de a vizita Taliesin West din Scottsdale, Arizona. Potrivit cărții sale autobiografice "Distant Music", Wright credea în misticism și era convinsă că Svetlana Allilueva era o înlocuitoare spirituală pentru propria fiică, Svetlana, care murise într-un accident de automobil. Aceasta din urmă care fusese căsătorită cu principalul colaborator al lui Frank Lloyd Wright, William Wesley Peters. În mod surprinzător, Allilueva a acceptat după numai câteva săptămâni să se căsătorească cu Peters. După căsătorie a adoptat numele Lana Peters. Cei doi au avut o fiică, Olga. În cele din urmă, căsnicia lor s-a destrămat, în mare parte din cauza presiunilor făcute de doamna Wright.
În 1982, Svetlana Allilueva s-a mutat cu fiica sa în Cambridge, Anglia, iar în 1984 s-a reîntors în Uniunea Sovietică, unde celor două li s-a acordat cetățenia sovietică. S-au stabilit în Tbilisi, Georgia. În 1986, Allilueva s-a reîntors în Statele Unite, pentru ca mai târziu să se mute la Bristol, Anglia. În 2010 locuia în localitatea Richland Center, Wisconsin.

## Cărți ale scriitoarei Svetlana Allilueva
- Twenty Letters To A Friend (autobiografie scrisă în 1963, publicată în 1967, Londra)
- Only One Year (1969, New-York)
- Faraway Music (1984, India, 1992, Moscova)